# Ziębice
Ziębice é um município da Polônia, na voivodia da Baixa Silésia e no condado de Ząbkowice Śląskie. Estende-se por uma área de 15,07 km², com 8 966 habitantes, segundo os censos de 2016, com uma densidade de 595,0 hab/km².
a cidade já se chamou Münsterberg e fez parte do reino da Prússia.